# La Esperanza, Asientos
La Esperanza är en ort i Mexiko.   Den ligger i kommunen Asientos och delstaten Aguascalientes, i den centrala delen av landet, 400 km nordväst om huvudstaden Mexico City. La Esperanza ligger 2 035 meter över havet och antalet invånare är 257.
Terrängen runt La Esperanza är huvudsakligen platt, men åt sydost är den kuperad. Runt La Esperanza är det tätbefolkat, med 276 invånare per kvadratkilometer. Närmaste större samhälle är Villa García, 15,1 km norr om La Esperanza. Trakten runt La Esperanza består i huvudsak av gräsmarker.